# Зиганшин, Усман Шагиевич
Усма́н Шаги́евич Зига́ншин (26 сентября 1926, Большая Атня, Большеатнинский сельсовет, Больше-Атнинская волость, Арский кантон, Татарская АССР, РСФСР, СССР — 12 ноября 1992, Казань, Татарстан) – советский государственный и политический деятель, министр сельского хозяйства Татарской АССР (с 1971 год по 1983 год). 
Член КПСС с декабря 1951 г.
Участник Великой Отечественной войны. Награжден двумя орденами Трудового Красного Знамени, орденом Отечественной войны II степени и медалью «За отвагу». Заслуженный работник сельского хозяйства РСФСР.

## Биография

### Ранние годы
Зиганшин Усман Шагиевич родился 26 сентября 1926 года в селе Большая Атня Арского района Татарской АССР.
Зиганшин У.Ш. начал трудовую деятельность в 1941 г. бухгалтером колхоза им. Кирова Атнинского района Татарской АССР. В 1942 году был назначен бригадиром полеводческой бригады колхоза, где работал до ноября 1943 года, до призыва в Советскую Армию.

### Служба в рядах Советской Армии
С 1943 по 1950 гг. служил в рядах Советской Армии, участвовал в боях с немецко-фашистскими захватчиками по освобождению Белоруссии, Литвы, в боях за Восточную Пруссию в составе войск 3-го Белорусского фронта. За успешное выполнение заданий командования во время боёв награжден медалью «За отвагу», «За взятие Кенигсберга», «За Победу над Германией в Великой Отечественной войне в 1941-1945 годов», орденом Отечественной войны II степени.
В представлении к медали «За отвагу» командир мото-саперного батальона, в котором служил У.Ш. Зиганшин, написал:
"В боях по освобождению оккупированной территории Белоруссии красноармеец Зиганшин У.Ш. в районе города Орши, проделывая проход для танкового корпуса в минных полях противника, несмотря на сильный огонь противника, снимает и обезвреживает 87 мин. 27 июня 1944 года красноармеец Зиганшин У.Ш. участвует в постройке моста через реку в районе местечка Старостье, по месту постройки моста противник вел непрерывный артиллерийский и оружейный огонь. Кр-ц Зиганшин, проявляя мужество и смелость, в течение 8 часов, находясь под огнем противника, быстро выполняет все задания."

### Сельскохозяйственная работа
После увольнения в запас из рядов Советской Армии в 1950 г. поступил учиться в школу по подготовке председателей колхозов и в 1953 г. окончил ее с отличием со специальностью младшего агронома.
В 1953 г. по рекомендации Атинского райкома КПСС был избран председателем колхоза «Коммунизм таны», где работал до 1957 г. В период работы председателем колхоза много сил и умения приложил по укреплению колхоза, объединенного из нескольких колхозов, по выполнению решений партии и правительства по подъему сельского хозяйства.
В 1957 г. назначен директором Атнинской машино-тракторной станции (МТС) Татарской АССР, а в 1958 г. при реорганизации МТС был назначен начальником райсельхозинспекции сначала Атнинского, а затем Тукаевского района (ввиду объединения районов), на сессии райсовета избран заместителем председателя райисполкома.
В период работы председателем колхоза, директором МТС и начальником райсельхозинспекции У.Ш. Зиганшин повышал свои знания и квалификацию, заочно окончил Казанский сельхозинститут имени М. Горького по специальности ученый-агроном. Полученные знания использовал во внедрении в сельскохозяйственное производство достижений науки и передового опыта, в укреплении организации колхозного производства.

### Партийная работа
В 1960 г. переходит на партийную работу – избирается вторым секретарем Тукаевского райкома КПСС Татарской АССР, где работает до декабря 1962 г.
В декабре 1962 г. в связи с образованием крупных совхозо-колхозных производственных управлений назначается начальником Куйбышевского совхозо-колхозного производственного управления Татарской АССР, где работает до января 1965 г.
В январе 1965 г. избирается первым секретарем Арского райкома КПСС, а в 1967 г. Татарским обкомом КПСС направляется для укрепления кадров в Сармановский район и избирается первым секретарем райкома партии. В этот период за успешное выполнение заданий пятилетки награждается двумя орденами Трудового Красного Знамени.
В 1971 г. У.Ш. Зиганшин назначается Министром сельского хозяйства Татарской АССР, где работает до 1983 г. В течение 12 лет, будучи Министром, много сил и старания вложил в развитие сельского хозяйства республики, в организационное управление колхозов, совхозов, в повышение знаний и квалификации специалистов сельского хозяйства. За заслуги в развитии сельского хозяйства Указом Президиума Верховного совета РСФСР от 7 ноября 1983 г. ему присвоено Почётное звание «Заслуженный работник сельского хозяйства РСФСР». В 1976 г. награжден Почетной грамотой Президиума Верховного совета РСФСР Татарской АССР, в 1986 г. – Почетной грамотой Татарского обкома КПСС и Совета Министров Татарской АССР.
В 1983 г. по его просьбе в связи с ухудшением здоровья (перенёс операцию на печени) освобожден от обязанностей Министра и назначен Главным государственным инспектором по закупкам и качеству сельскохозяйственных продуктов по Татарской АССР.
В 1986 г. в связи с образованием Госагропрома назначается начальником государственной инспекции по заготовкам и качеству продуктов Госагропрома ТАССР, является членом коллегии Госагропрома ТАССР.
С декабря 1951 года У.Ш. Зиганшин член КПСС, имеет партийный стаж 36 лет. Активно участвует в партийной, государственной и общественной жизни республики. С 1963 по 1984 гг. избирался членом Татарского обкома КПСС. С 1966 по 1985 гг. избирался депутатом Верховного Совета Татарской АССР VII, VIII, IX и X созывов. С 1969 по 1971 гг. избирался заместителем Председателя Президиума Верховного Совета Татарской АССР.
С 1971 по 1983 гг. избирался членом Всероссийского Совета колхозов и его Президиума, активно участвовал в работе указанных органов, вносил конкретные предложения по дальнейшему развитию колхозного производства.
В 1984-1986 гг. на Татарской областной партийной конференции избран Председателем ревизионной комиссии областной партийной организации.
В 1987 году ушёл на заслуженный отдых.
Усман Шагиевич Зиганшин скоропостижно скончался 12 ноября 1992 г.

## Награды, премии, почётные звания
- Орден Трудового Красного Знамени (30 мая 1966 года)
- Орден Трудового Красного Знамени (8 июня 1971 года)
- Орден Отечественной Войны II степени (11 марта 1985 года)
- Медаль «За Отвагу» (8 июля 1944 года)
- Медаль «За победу над Германией в Великой Отечественной войне 1941—1945 гг.» (9 мая 1945 года)
- Медаль «За взятие Кенигсберга» (9 июня 1945 года)
- Медаль «За доблестный труд в ознаменование 100-летия со дня рождения В.И. Ленина» (7 апреля 1970 года)
- Медаль «Ветеран труда» (2 августа 1985 года)
- Юбилейная медаль «30 лет Советской Армии и Флота» (22 февраля 1948 года)
- Юбилейная медаль «50 лет Вооружённых Сил СССР» (16 декабря 1967 года)
- Юбилейная медаль «60 лет Вооружённых Сил СССР» (28 января 1978 года)
- Юбилейная медаль «Двадцать лет Победы в Великой Отечественной войне 1941—1945 гг.» (7 июля 1965 года)
- Юбилейная медаль «Тридцать лет Победы в Великой Отечественной войне 1941—1945 гг.» (25 апреля 1975 года)
- Юбилейная медаль «Сорок лет Победы в Великой Отечественной войне 1941—1945 гг.» (12 апреля 1985 года)
- Почётное звание «Заслуженный работник сельского хозяйства РСФСР» (7 сентября 1983 года)

## Семья
Супруга – Зиганшина Закия Закировна, дочь – Ляйля, сыновья –Азат и Айрат. Имеет шесть внуков.